# Dundee (Florida)
Dundee is een plaats (town) in de Amerikaanse staat Florida, en valt bestuurlijk gezien onder Polk County.

## Demografie
Bij de volkstelling in 2000 werd het aantal inwoners vastgesteld op 2912.
In 2006 is het aantal inwoners door het United States Census Bureau geschat op 3121, een stijging van 209 (7.2%).

## Geografie
Volgens het United States Census Bureau beslaat de plaats een oppervlakte van
11,2 km², waarvan 10,2 km² land en 1,0 km² water. Dundee ligt op ongeveer 51 m boven zeeniveau.

## Plaatsen in de nabije omgeving
De onderstaande figuur toont nabijgelegen plaatsen in een straal van 16 km rond Dundee.